# Jop van Epen
Johannes Christiaan (Jop) van Epen (Amsterdam, 14 maart 1880 - Hilversum, 28 december 1960) was een Nederlands architect. Hij ontwierp veel villa's in het Gooi en woningcomplexen in Amsterdam en Middelburg.

## Leven en werk
Van Epen begon als leerling van de architect A.L. van Gendt. Hij vestigde zich als architect in het Gooi en bouwde daar vele villa's. Vanaf het begin van zijn carrière was de invloed van Berlages rationalisme herkenbaar. In 1914 kwam het tot een samenwerking met Berlage bij de bouw van een woningcomplex in Amsterdam-Noord, in opdracht van de Algemene Woningbouw Vereniging (AWV). Berlage presenteerde in dat jaar zijn nieuwe stedenbouwkundige plan Plan Zuid, dat een paar jaar later goedkeuring kreeg van de Amsterdamse gemeenteraad. Van Epen kreeg bij de uitvoering van dat plan een reeks opdrachten voor woningcomplexen van de woningbouwverenigingen Rochdale, de AWV en De Samenwerking.
Tussen 1920 en 1923 kreeg Van Epen ook opdrachten voor woningbouwprojecten buiten Amsterdam. Voor de Algemene Woningbouwvereniging (AWV) in Middelburg ontwierp hij eerst een complex van 147 arbeiderswoningen in de nieuwe wijk 'Nieuw Middelburg'. In het besloten binnenterrein van dit complex kwam een buurtpark, dat de naam Van Epenpark kreeg. Het tweede complex van 38 dubbele woningen kwam op de plaats van het Bagijnhof in de historische binnenstad.

## Stijl
Hij bouwde in de stijl van de Amsterdamse School, doorlopende baksteengevels met laddervensters (tegenwoordig verwijderd) en elementen die de vlakke gevel onderbreken. Van Epen gaf raampartijen een kenmerkende geel-groene kleur (groene ramen in gele kozijnen). Als gevelonderbreking gebruikte hij gewone elementen met diepte, zoals open trappenhuizen en geaccentueerde hijsbalken, en bijzondere verticale elementen, zoals erkerzuilen, die een woningcomplex het aanzien geven van een massief bouwwerk met steunberen. Van Epen koos voor minder uitbundige gevelversieringen dan de beroemdste architecten van de Amsterdamse School, De Klerk, Van der Mey en Kramer. Mede daardoor is zijn naam minder bekend geworden.

## Overig
Van Epen was ook betrokken bij de revolutionair-marxistische Kunstenaarspartij, die in 1922 aan de Tweede Kamerverkiezingen deelnam. In de roman De Bekoring van Hans Münstermann, die in 2006 bekroond werd met de AKO Literatuurprijs, is Van Epen een van de hoofdpersonen.

## Afbeeldingen

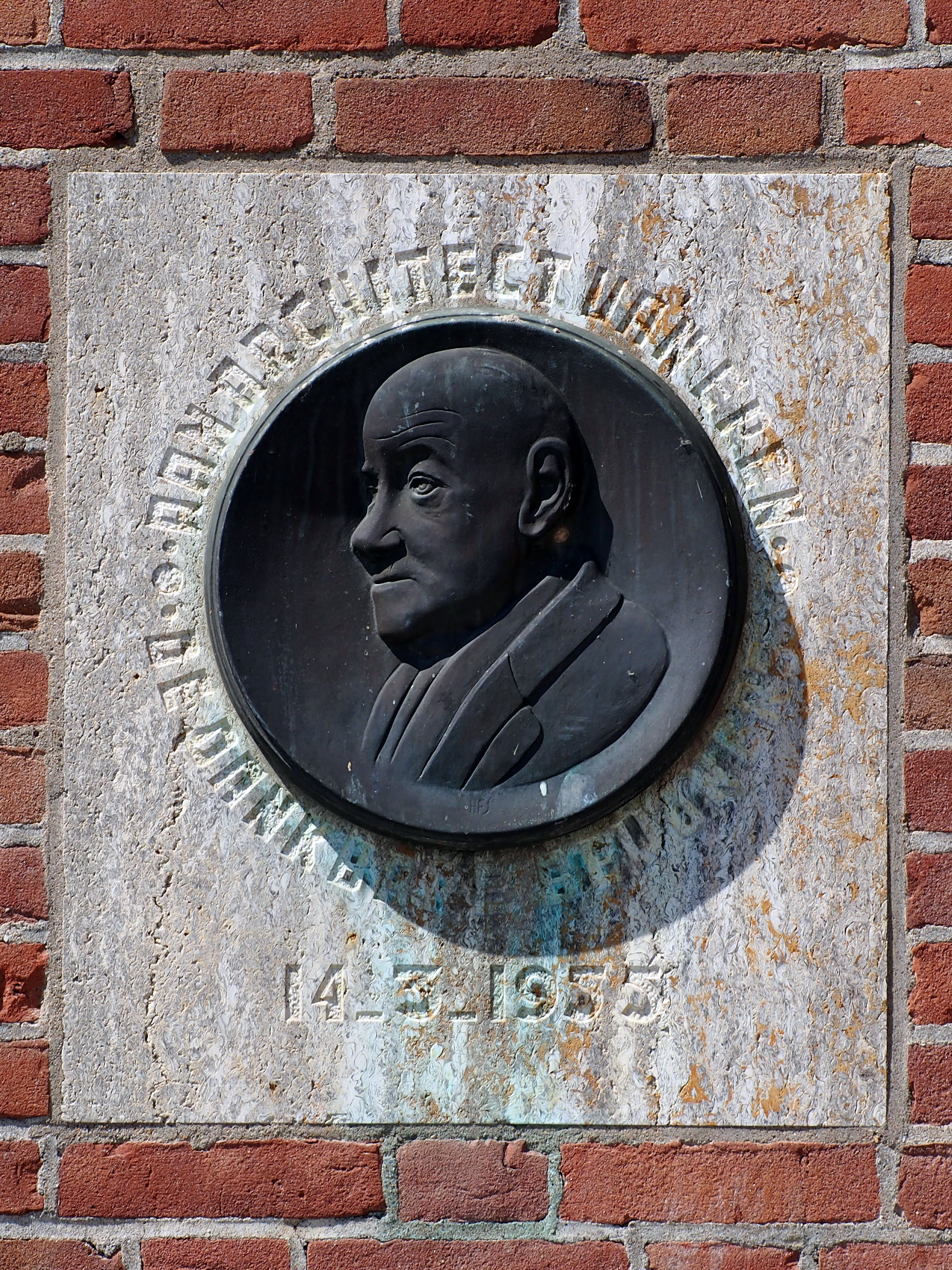
Gedenksteen aan Architect van Epen
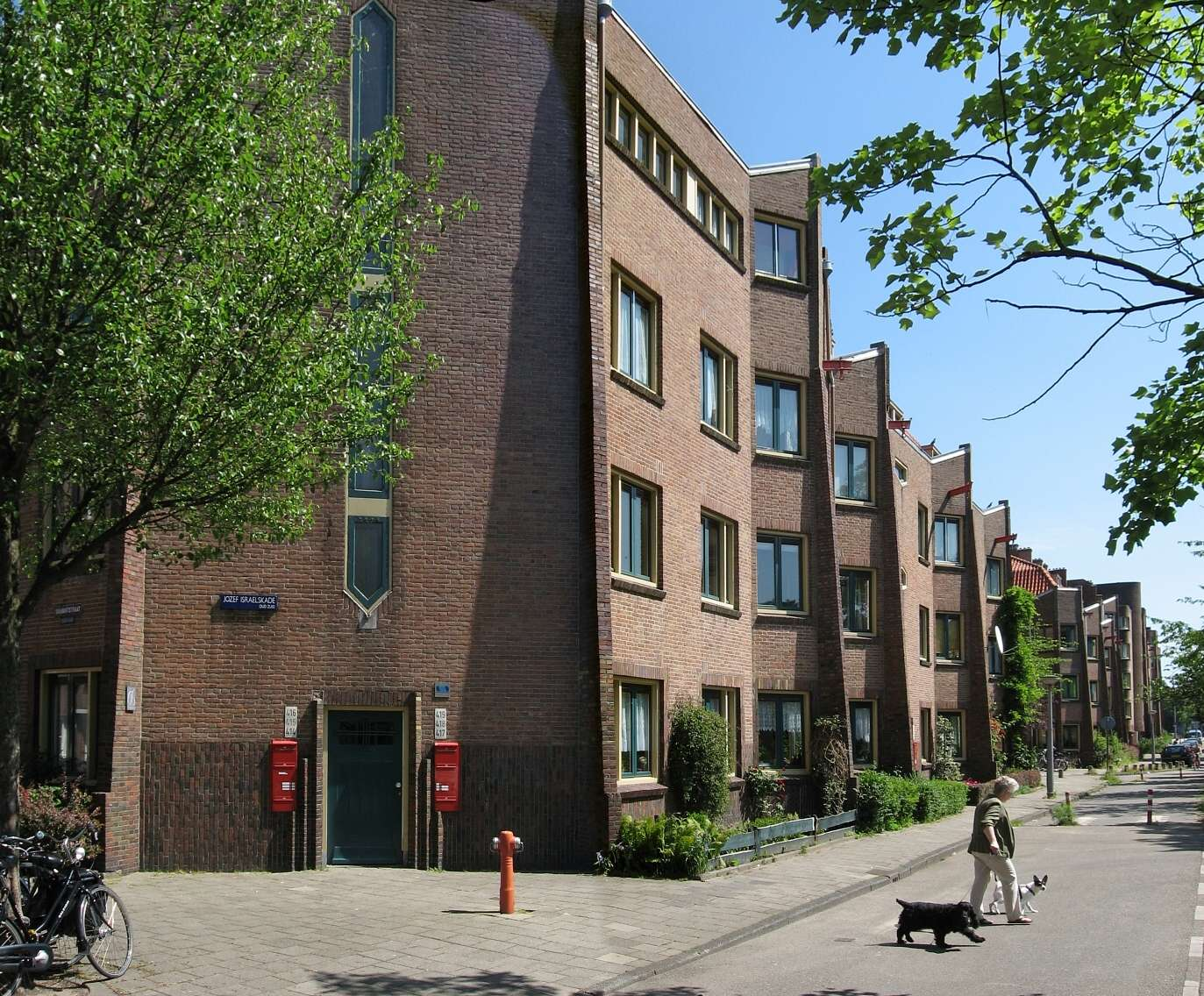
Woningcomplex van Van Epen, met verticale elementen en geel-groene raamkozijnen (Jozef Israelskade, Amsterdam)
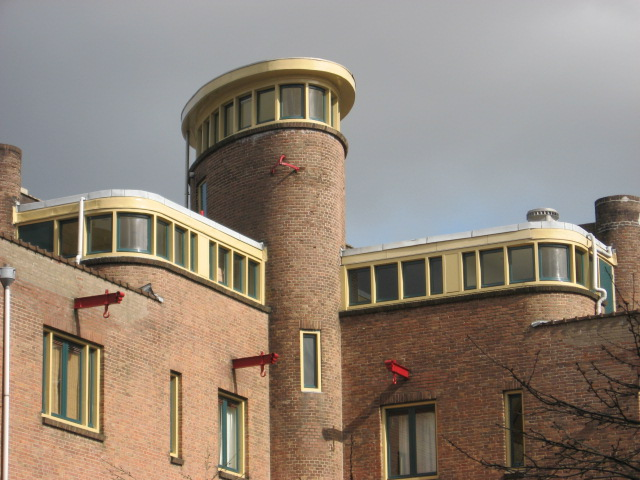
Woningcomplex van Van Epen, met verticale elementen, geel-groene raamkozijnen, en geaccentueerde hijsbalken (Saffierstraat 61, Amsterdam)
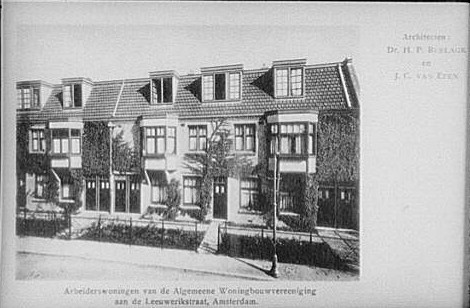
Arbeiderswoningen voor de Algemeene Woningbouwvereeniging in de Leeuwerikstraat, Amsterdam-Noord. Architecten Van Epen en Berlage.